# Coleophora intermediella
Coleophora intermediella é uma espécie de mariposa do gênero Coleophora pertencente à família Coleophoridae.